# Зачем это лето…
«Зачем это лето…» — сборник, выпущенный российской певицей Надеждой Кадышевой и её ансамблем «Золотое кольцо» в 1999 году на лейбле Студия Союз. Автором музыки всех песен альбома является художественный руководитель коллектива Александр Костюк.
Альбом представляет собой двухдисковое издание, в него вошло тридцать две песни, многие из которых уже были выпущены в предыдущих альбомах. В преддверии выхода альбома была выпущена одноимённая песня, ставшая лауреатом премии «Золотой граммофон». Также среди новых песен в альбоме: «Свет дня прошедшего», «Мы не виделись с тобой», «Сохрани, земля» и «Годы — не беда».

## Отзывы критиков
| Оценки критиков | Оценки критиков |
| Источник        | Оценка          |
| --------------- | --------------- |
| Живой звук      | [ 2 ]           |

Александр Кутинов из газеты «Живой звук» заявил, что удивительная жизнеспособность Надежды Кадышевой нельзя объяснить только «тракторообразным промоушеном», поскольку она действительно нравится определённой части народа, даже при всём при том, что исполняемая ею музыка уже давно не имеет ничего общего с русской народной песней, несмотря на бутафорские кокошники и славянскую вязь на обложке. Тем не менее, он отметил, что написанные «неутомимым» Александром Костюком «разнообразные по темпераменту шлягеры в стиле „Эх-ма-тру-ля-ля“ идеально подходят для принятия на грудь национального напитка в конце трудового дня».

## Список композиций
Вся музыка написана Александром Костюком.
| №                   | Название                   | Текст песни         | Длительность |
| ------------------- | -------------------------- | ------------------- | ------------ |
| 1.                  | «Зачем это лето…»          | Владимир Степанов   | 2:54         |
| 2.                  | «Свет дня прошедшего»      | Владимир Степанов   | 3:19         |
| 3.                  | «Мы не виделись с тобой»   | Татьяна Никитина    | 3:36         |
| 4.                  | «Я зову напрасно»          | Анатолий Стефанов   | 2:39         |
| 5.                  | «Новогодняя ночь»          | Владимир Степанов   | 3:46         |
| 6.                  | «Печальный ветер»          | Владимир Степанов   | 3:28         |
| 7.                  | «Я не колдунья»            | Татьяна Михайлова   | 3:27         |
| 8.                  | «Яблоневый вечер»          | Владимир Степанов   | 3:12         |
| 9.                  | «Давай, дружок на посошок» | Владимир Степанов   | 2:39         |
| 10.                 | «Мне не жаль ничего»       | Владимир Степанов   | 3:09         |
| 11.                 | «На забытом берегу»        | Лариса Рубальская   | 3:11         |
| 12.                 | «Деревенская дорога»       | Владимир Степанов   | 3:59         |
| 13.                 | «Тополь-тополёк»           | Вячеслав Чурсов     | 1:53         |
| 14.                 | «Оттепель»                 | Владимир Степанов   | 2:46         |
| 15.                 | «Доля-долюшка»             | Елена Рыбина        | 2:49         |
| 16.                 | «Я мама любовь»            | Владимир Степанов   | 2:21         |
| Общая длительность: | Общая длительность:        | Общая длительность: | 48:52        |

| №                   | Название                   | Текст песни         | Длительность |
| ------------------- | -------------------------- | ------------------- | ------------ |
| 1.                  | «Сохрани, земля»           | Владимир Степанов   | 3:20         |
| 2.                  | «Годы — не беда»           | Владимир Степанов   | 2:27         |
| 3.                  | «Течёт ручей»              | Пётр Черняев        | 2:06         |
| 4.                  | «Околица»                  | Владимир Степанов   | 2:38         |
| 5.                  | «Волга — речка»            | Владимир Степанов   | 2:26         |
| 6.                  | «Белый конь — чёрный конь» | Владимир Степанов   | 2:14         |
| 7.                  | «Луна-краса»               | Владимир Степанов   | 2:22         |
| 8.                  | «Край ты мой любимый»      | Татьяна Михайлова   | 4:14         |
| 9.                  | «Поздняя любовь»           | Владимир Степанов   | 2:47         |
| 10.                 | «Золотое кольцо»           | Вячеслав Чурсов     | 3:18         |
| 11.                 | «Синеглазый василёк»       | Михаил Андреев      | 2:54         |
| 12.                 | «Купавы»                   | Николай Рубцов      | 2:57         |
| 13.                 | «Уходи, горе»              | Владимир Степанов   | 2:49         |
| 14.                 | «Пой, гитара, пой»         | Владимир Степанов   | 2:54         |
| 15.                 | «Дороги России»            | Владимир Степанов   | 3:34         |
| 16.                 | «Моя Москва»               | Владимир Степанов   | 3:08         |
| Общая длительность: | Общая длительность:        | Общая длительность: | 45:56        |